# 二結堡
二結堡，是台灣北部自清治時期至日治初期的一個行政區劃，其範圍即今宜蘭縣的五結鄉西部。
二結堡西邊為清水溝堡，北邊為民壯圍堡，東邊為茅仔藔堡，南邊為羅東堡。

## 管轄街庄
二結堡共轄6個庄：
- 今五結鄉境內：頂五結庄、下五結庄、頂三結庄、下三結庄、二結庄、四結庄